# Водне (Сімферопольський район)
Во́дне (до 1945 року — Коя́ш, крим. Qoyaş) — село Сімферопольського району Автономної Республіки Крим.
Відстань від райцентру до населеного пункта становить 20 кілометрів по прямій.